# Acanthocreagris nemoralis
Espèce
Acanthocreagris nemoralis est une espèce de pseudoscorpions de la famille des Neobisiidae.

## Distribution
Cette espèce est endémique d'Italie. Elle se rencontre au Piémont et en Ligurie.

## Publication originale
- Gardini, 1998 : The genus Acanthocreagris in Italy (Pseudoscorpionida, Neobisiidae). Fragmenta Entomologica, vol. 30, no 1, p. 1-73.